# Cherimoya
Annona cherimola (tiếng Việt: Mãng cầu tây, cherimoya) là loài thực vật có hoa thuộc họ Na. Loài này được Mill. mô tả khoa học đầu tiên năm 1768.

## Hình ảnh

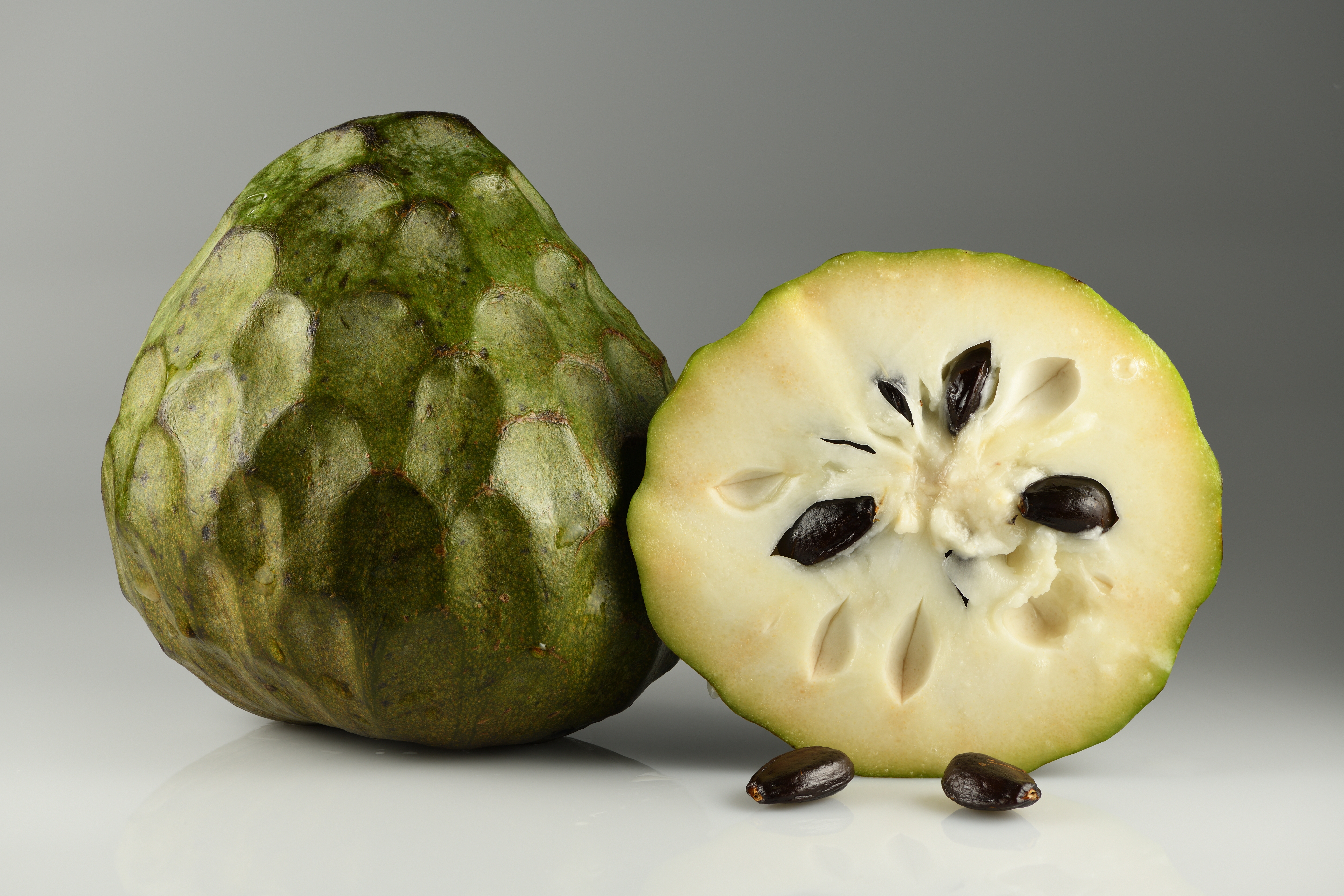
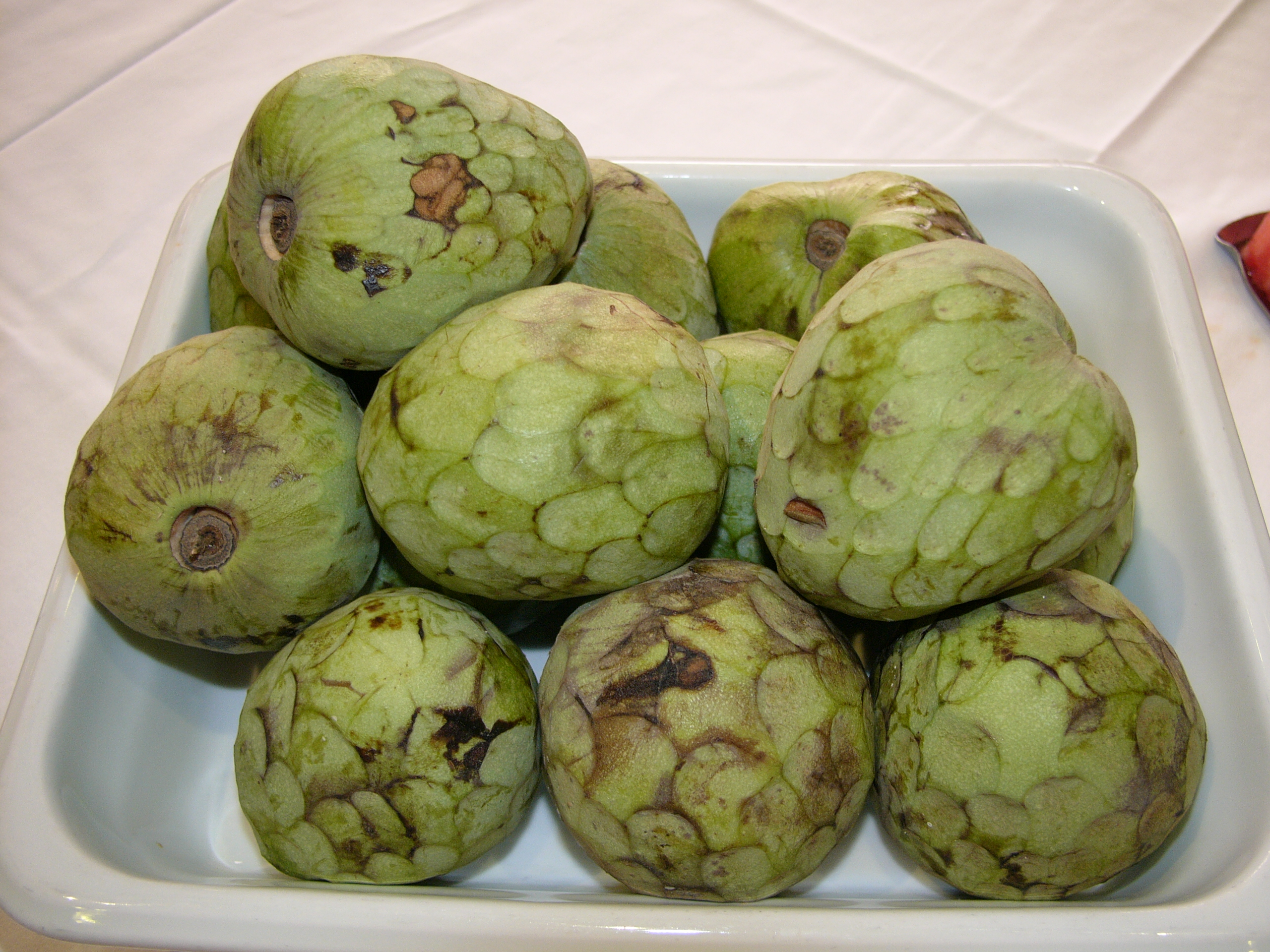
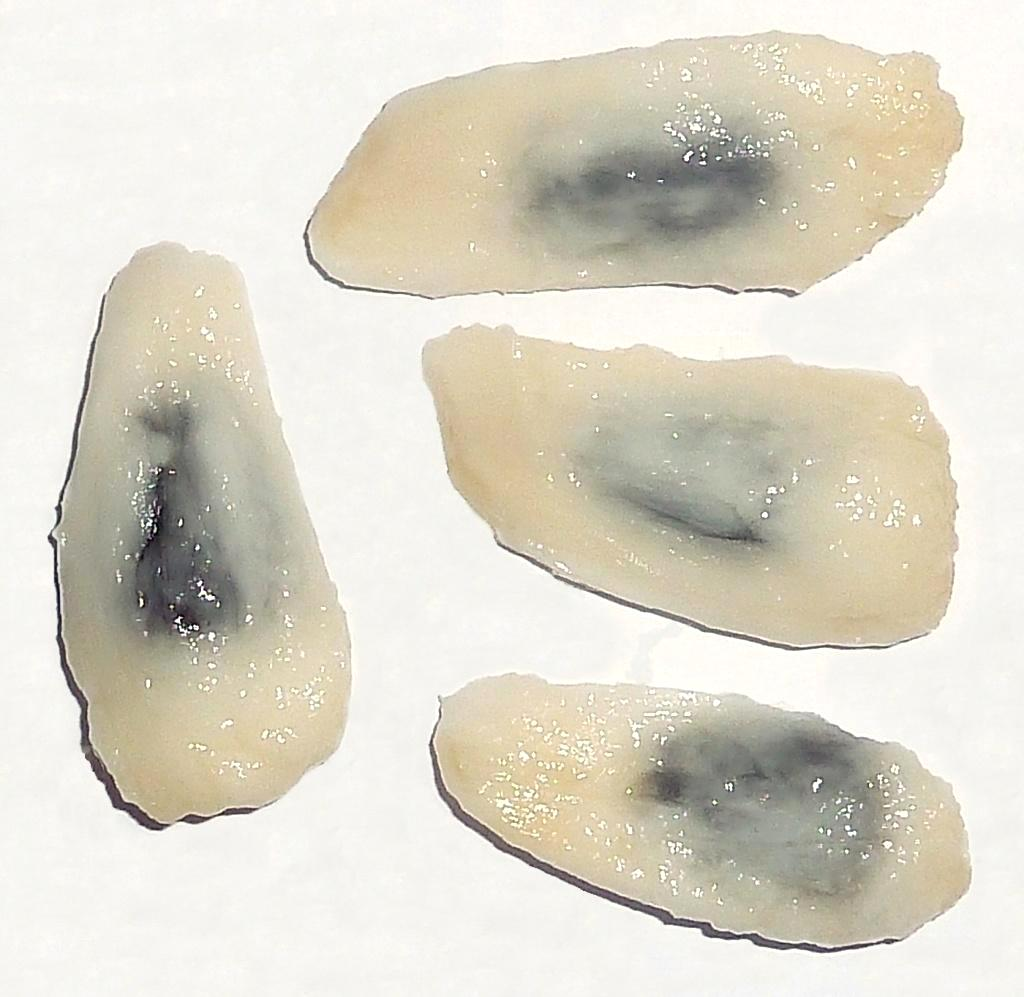
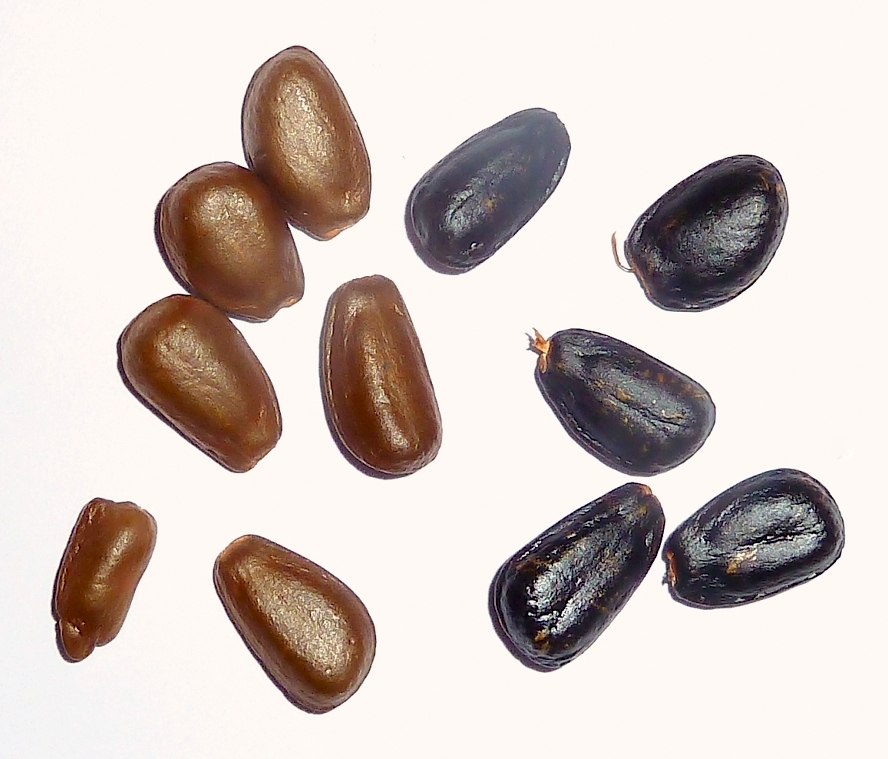